# Chrám svatého Vasila Ostrožského (Bělehrad)
Chrám svatého Vasila Ostrožského (srbsky Crkva svetog Vasilija Ostroškog, Црква Светог Василија Острошког) je pravoslavným chrámem Srbské pravoslavné církve v Bělehradě, hlavním městě Srbska. Nachází se v části města Nový Bělehrad.

## Historie
Výstavba kostela byla záhájena v roce 1996 podle plánů architekta Mihajla Mitrovicé a dokončena byla v roce 2001. Stavba se realizovala i v době bombardování Jugoslávie letectvem NATO v roce 1999. Chrám slavnostně vysvětil srbský patriarcha Pavel 12. května 2001.

## Architektura
Architekt v této stavbě spojil prvky moderní architektury s prvky architektury starokřesťanské. Stavba připomíná starokřesťanské rotundu a vedle hlavní lodi se nachází zvonice.